# Gin tonic
Un gin tonic este un cocktail Highball⁠(d) preparat cu gin și apă tonică, turnată peste o cantitate mare de gheață. Raportul dintre gin și apă tonică variază în funcție de gust, tăria ginului, adăugarea altor ingrediente⁠(d) etc., majoritatea rețetelor recomandând un raport cuprins între 1:1 și 1:3. Cocktailul este ornat, de obicei, cu o felie sau o bucată de limetă. Pentru păstrarea efervescenței⁠(d), apa tonică poate fi turnată într-o lingură de bar⁠(d). Gheața răcește ginul, atenuând efectul alcoolului din gură și făcând ca gustul băuturii să fie mai plăcut și mai răcoritor.
Cocktailul este denumit în mod obișnuit G and T („G și T”) în țările de limbă engleză (Marea Britanie, SUA, Canada, Australia, Noua Zeelandă și Irlanda), gin tonic (ジン・トニック jin tonikku?) în alte părți ale lumii (spre exemplu, în Germania, Italia, Franța, Japonia, Țările de Jos, Spania, Turcia), ginto în Belgia și Țările de Jos și GT în țările nordice⁠(d).

## Istoric
Cocktailul a fost creat de ofițerii Armatelor Președinției⁠(d), forța militară a Companiei Britanice a Indiilor de Est care își desfășura activitatea pe subcontinentul indian. Malaria era o problemă persistentă pentru europenii ce trăiau pe subcontinentul indian și în alte regiuni tropicale, iar în secolul al XVIII-lea, medicul scoțian George Cleghorn⁠(d) a studiat modul în care chinina, un remediu tradițional pentru combaterea malariei, putea fi folosită pentru a preveni boala. Chinina era băută în apă tonică, dar gustul amar al acestei băuturi era neplăcut. În prima parte a secolului al XIX-lea, ofițerii Armatelor Președinției din India au început să consume chinina într-un amestec de apă, zahăr, suc de limete și gin pentru a face băutura mai gustoasă și astfel a fost inventat cocktailul gin tonic. Militarii britanici primeau deja o rație de gin, așa că amestecul dulce a fost ușor de făcut. Deoarece nu mai este folosită ca remediu împotriva malariei, apa tonică conține astăzi o cantitate mult mai mică de chinină, este de obicei îndulcită și, prin urmare, este mult mai puțin amară.
Un studiu efectuat în anul 2004 a constatat că, după 12 ore, consumul unei „cantități considerabile (cuprinse între 500 și 1.000 ml) de apă tonică poate duce, pentru o perioadă scurtă de timp, la concentrații plasmatice de chinină la limita inferioară a eficacității terapeutice și poate să provoace, de fapt, dispariția temporară a paraziților”. Această metodă de consum a chininei este nepractică pentru profilaxia malariei, deoarece cantitatea de medicament necesară „nu poate fi menținută nici chiar prin consumul unei cantități mari de apă tonică”. Autorii studiului au concluzionat că ea nu este o formă eficientă de tratament a malariei.

## Rețete de preparare
Rețetele de preparare ale cocktailului variază într-o oarecare măsură în ceea ce privește proporțiile ingredientelor principale și folosirea unor ingrediente suplimentare, dar ingredientele principale sunt întotdeauna ginul și apa tonică. Printre ingredientele suplimentare care se folosesc se numără sucul de limete, sucul de lămâie, sucul de portocale⁠(d) și siropul simplu condimentat, siropul Grenadine⁠(d), ceaiul etc.
Ginul tonic poate fi amestecat, de asemenea, cu un sorbet.
Unele băuturi inspirate de ginul tonic conțin, de asemenea, șampanie (Parisian), vermut și Campari⁠(d) (Negroni Sbagliato), vermut și bitter⁠(d) (Posh G&T), whisky super afumat (Ol' Smokey), lichior de piersici și bitter de grepfrut (Tonic Delight), bitter de mentă și lichior de ciocolată⁠(d) (Guilty Pleasure) etc.

## Garnisire și servire
Ginul tonic este ornat în mod tradițional cu o felie sau o bucată de limetă, adesea stoarsă ușor în băutură înainte de a fi pusă în pahar. Limeta rămâne singura garnitură folosită pentru acest cocktail în cele mai multe părți ale lumii, dar, cu toate acestea, se mai folosește uneori lămâia ca fruct alternativ. Utilizarea împreună atât a lămâii, cât și a limetei în ginul tonic este cunoscută în Regatul Unit sub numele de „Evans”. Nu se cunoaște momentul când a început utilizarea lămâilor, dar ele au fost folosite cel puțin de la sfârșitul anilor 1930. Utilizarea lămâii sau limetei este o problemă larg dezbătută, iar unele mărci de gin ca Gordon's⁠(d), Tanqueray⁠(d) și Bombay Sapphire recomandă folosirea limetei în ginul lor.
Utilizarea unui pahar-balon pentru servirea ginului a devenit populară, posibil ca urmare a acțiunilor de promovare ale mărcii de gin Bombay Sapphire. Se consideră uneori că folosirea unui astfel de pahar, cu multă gheață și o garnitură adaptată compoziției ginului, ar permite ca aromele băuturii să se acumuleze în partea de sus a acestuia pentru ca băutorul să le poată aprecia mai ușor.
Utilizarea unor fructe, ierburi și legume asortate ca garnitură (ceea ce reflectă elementele botanice ale ginului) este din ce în ce mai populară.  Pe lângă clasica felie sau bucată de limetă, garniturile alternative pot include coajă de portocală, anason stelat, flori de cimbru⁠(d) sau de soc, o felie de ghimbir, grepfrut roz, rozmarin sau de castravete, o frunză de mentă, boabe de piper negru, căpșuni⁠(d) și busuioc, sirop de căpșuni⁠(d) sau semințe de ardei iute. Pot fi incluse, de asemenea, fructe precum kumquat, alte citrice sau castraveți.

## În cultura populară
Agentul secret ficțional James Bond menționează în cartea Dr. No⁠(d) (1958) o rețetă de gin tonic atunci când se află în orașul Kingston din Jamaica. În mod neobișnuit, rețeta conține suc preparat dintr-o limetă întreagă.
Natura transgalactică a ginului tonic este imaginată în romanul The Restaurant at the End of the Universe⁠(d) (1980) al lui Douglas Adams, care descrie cum „85% din toate lumile cunoscute din Galaxie, fie ele primitive sau foarte avansate, au inventat un băutură numită jynnan tonnyx, sau gee-N'N-T'N-ix, sau jinond-o-nicks, sau oricare dintre cele o mie sau mai multe variații pe aceeași temă fonetică. Băuturile nu sunt identice și variază între „chinanto/mnigs”-ul sivolvian, care este apă chioară servită la o temperatură puțin mai mare de temperatura camerei, și „tzjin-anthony-ks” gagrakackan, care ucide vacile de la o distanță de o sută de pași; de fapt, dincolo de faptul că numele lor sună la fel, singura legătură între toate acestea este că ele au fost inventate și numite înainte ca lumile în cauză să intre în contact cu orice alte lumi.”.
În serialul de televiziune Fleabag⁠(d) (2016–2019) de la BBC1 și Amazon Prime⁠(d), Fleabag și Preotul consumă gin tonic de la Marks and Spencer. Magazinul sus-menționat a raportat o creștere a vânzărilor cu 24% după difuzarea episoadelor.
Ziua Internațională a Ginului Tonic, înființată în anul 2010, este sărbătorită în întreaga lume pe 19 octombrie.

## Imagini

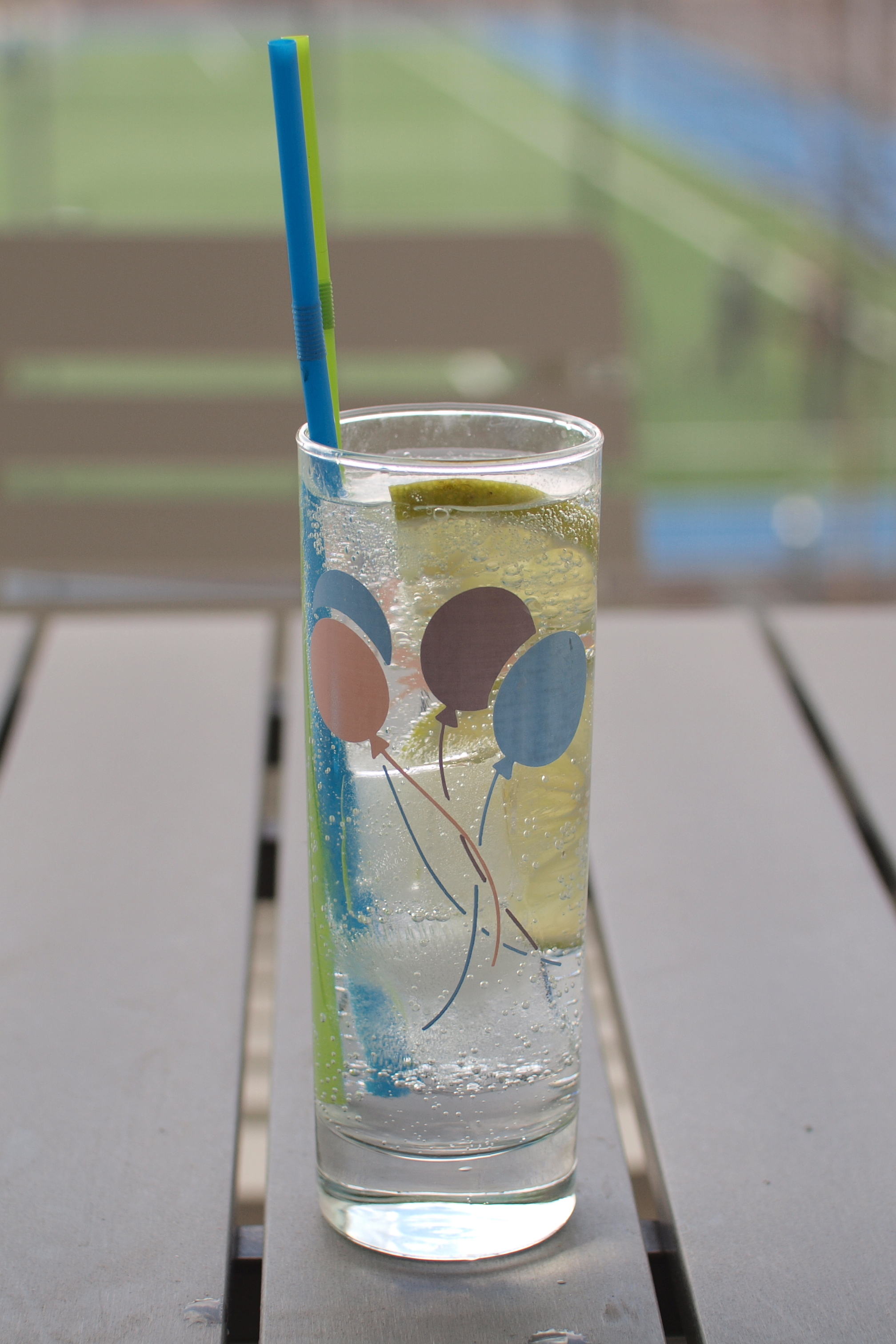
Gin tonic preparat cu Bombay Sapphire London Dry Gin și Schweppes Indian Tonic, ornat cu felii de limete
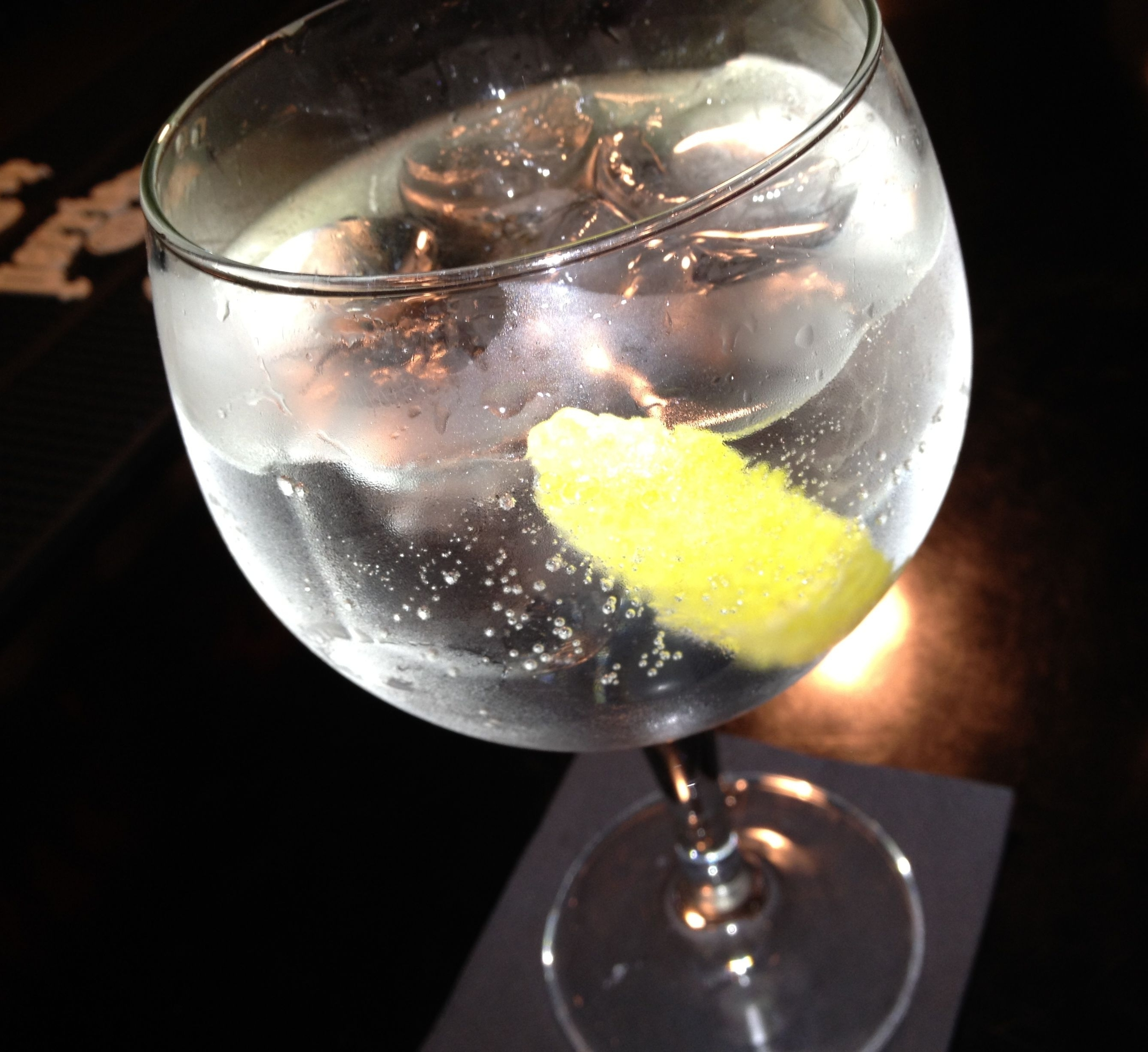
Un gin tonic cu gheață și felie de lămâie
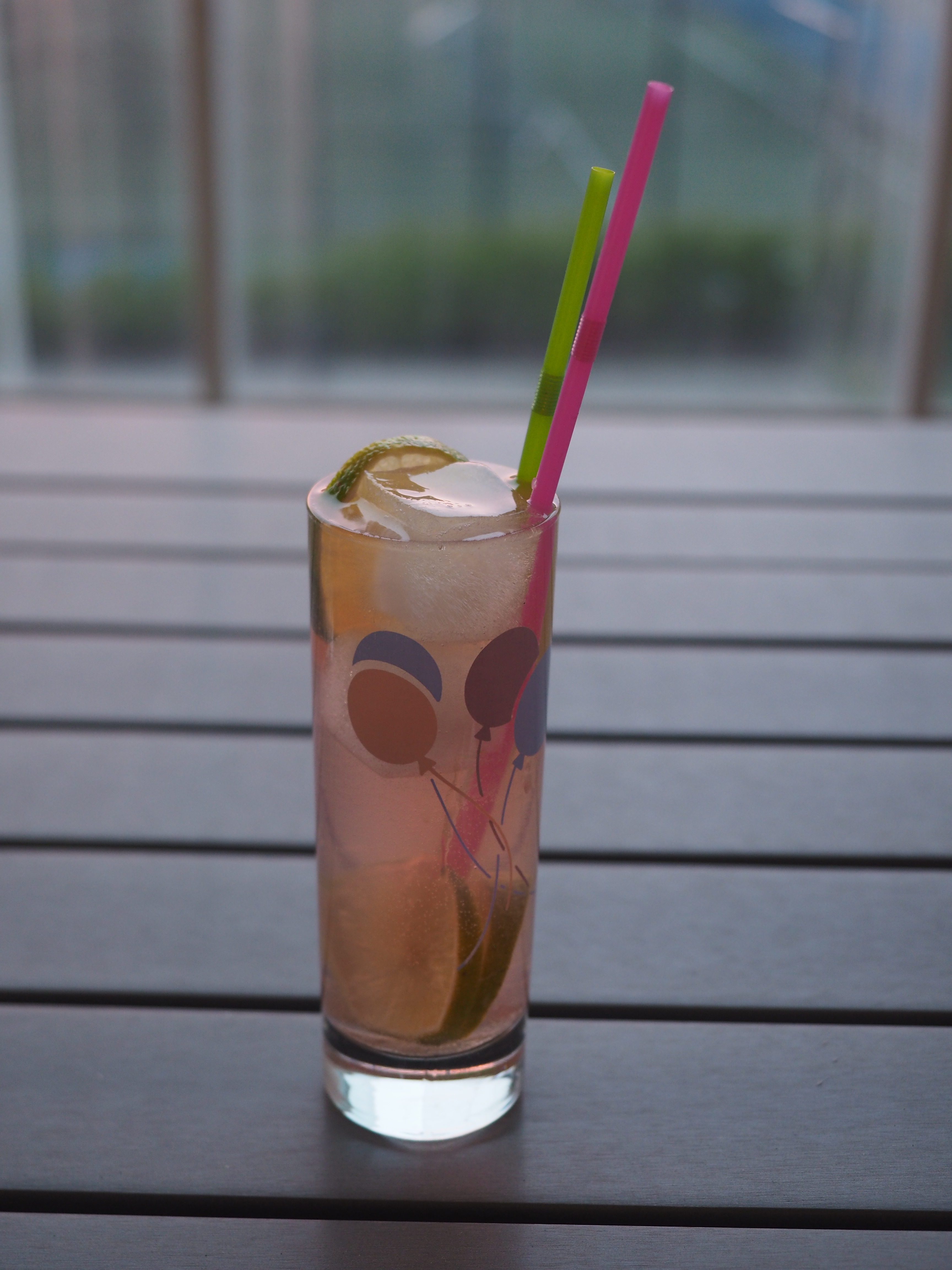
Gin tonic preparat din gin estonian Crafter's⁠(d). Ingredientele botanice din gin au dat băuturii culoarea roz.
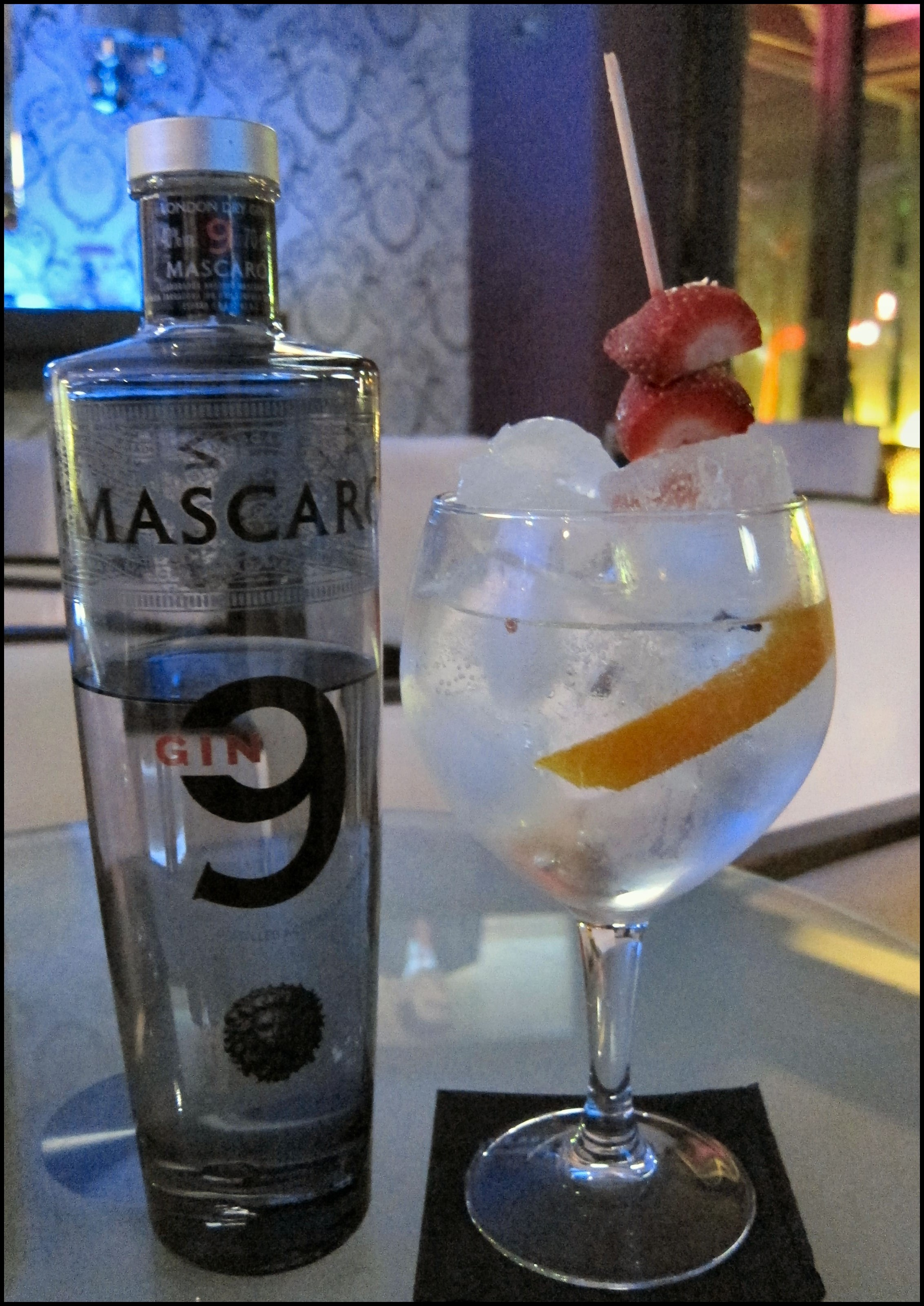
Un gin tonic spaniol servit în pahar balon